# Principio del trébol
En matemáticas, y particularmente en teoría de conjuntos, el principio del trébol ♣S ("clubsuit" en inglés) es una familia de principios combinatorios que son una versión más débil del ◊S correspondiente. Fue introducido en 1975 por Adam Ostaszewski.

## Definición
Para un número cardinal {\displaystyle \kappa } dado y un conjunto estacionario {\displaystyle S\subseteq \kappa }, {\displaystyle \clubsuit _{S}} es la afirmación de que existe una sucesión {\displaystyle \left\langle A_{\delta }:\delta \in S\right\rangle } tal que:
- Cada Aδ es un cofinal subconjunto de δ
- Por cada subconjunto no acotado {\displaystyle A\subseteq \kappa }, hay un {\displaystyle \delta } de modo que {\displaystyle A_{\delta }\subseteq A} {\displaystyle \clubsuit _{\omega _{1}}} generalmente se escribe simplemente como {\displaystyle \clubsuit }.

## ♣ y ◊
Está claro que el ◊ ⇒ ♣, y se demostró en  1975 que ♣ + hipótesis del continuo ⇒ ◊. Sin embargo, Saharon Shelah demostró en 1980 que existe un modelo de ♣ en el que la hipótesis del continuo (CH) no se cumple, por lo que ♣ y ◊ no son equivalentes (ya que ◊ ⇒ CH).